# Interlaken

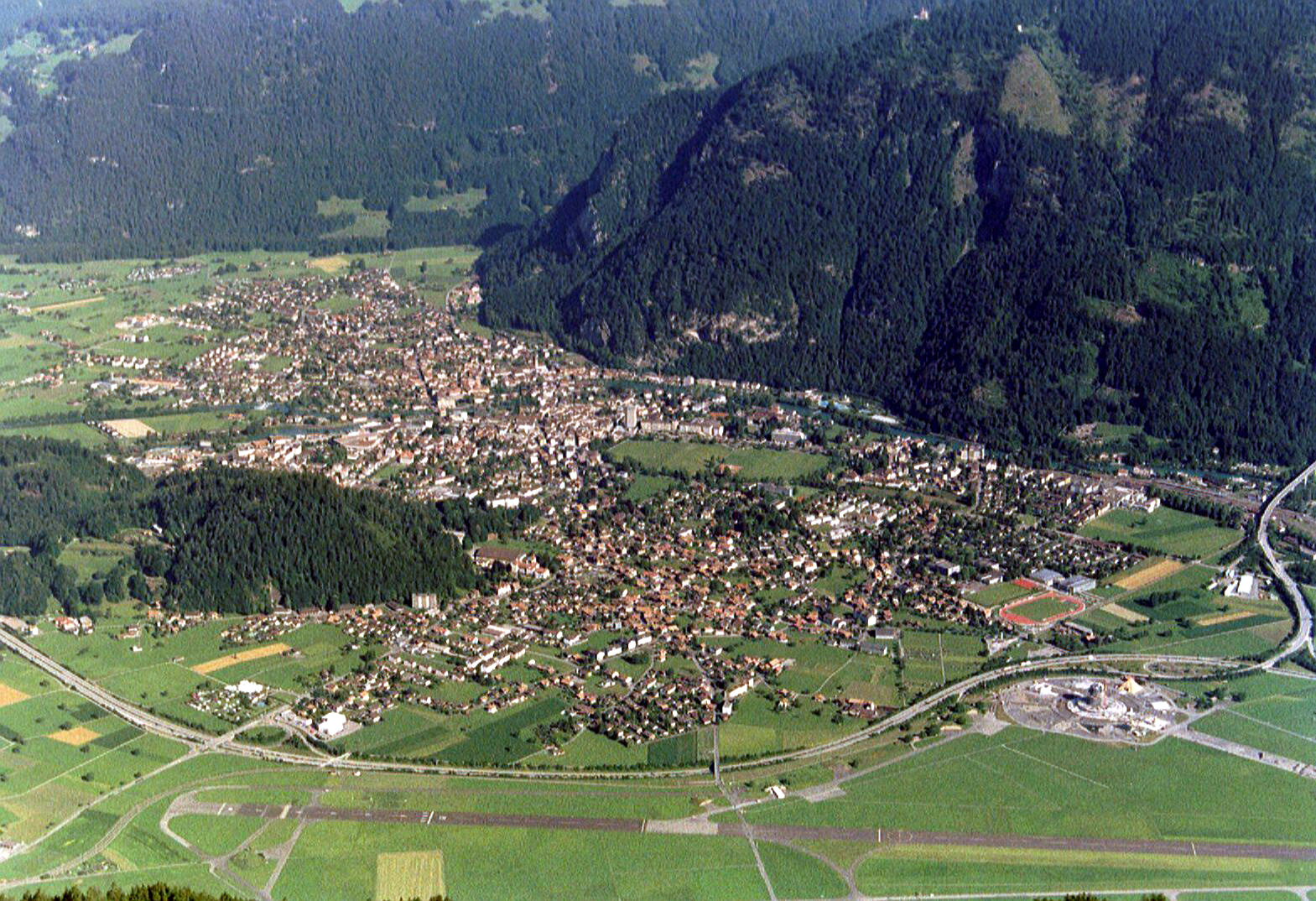
Imgine din munţi asupra Unterseen, Interlaken şi Matten

Interlaken este un oraș din cantonul Berna din Elveția. Este o destinație turistică bine-cunoscută în centrul Elveției în apropiere de Alpi. râul Aare curge prin oraș.
Interlaken se află între Lacul Brienz la est și Lacul Thun la vest. Orașul în sine își ia numele de la poziția sa geografică între lacuri (în latină inter lacus - dar numele în sine nu a fost folosit decât începând cu 1891, înlocuind vechiul nume Aarmühle). 

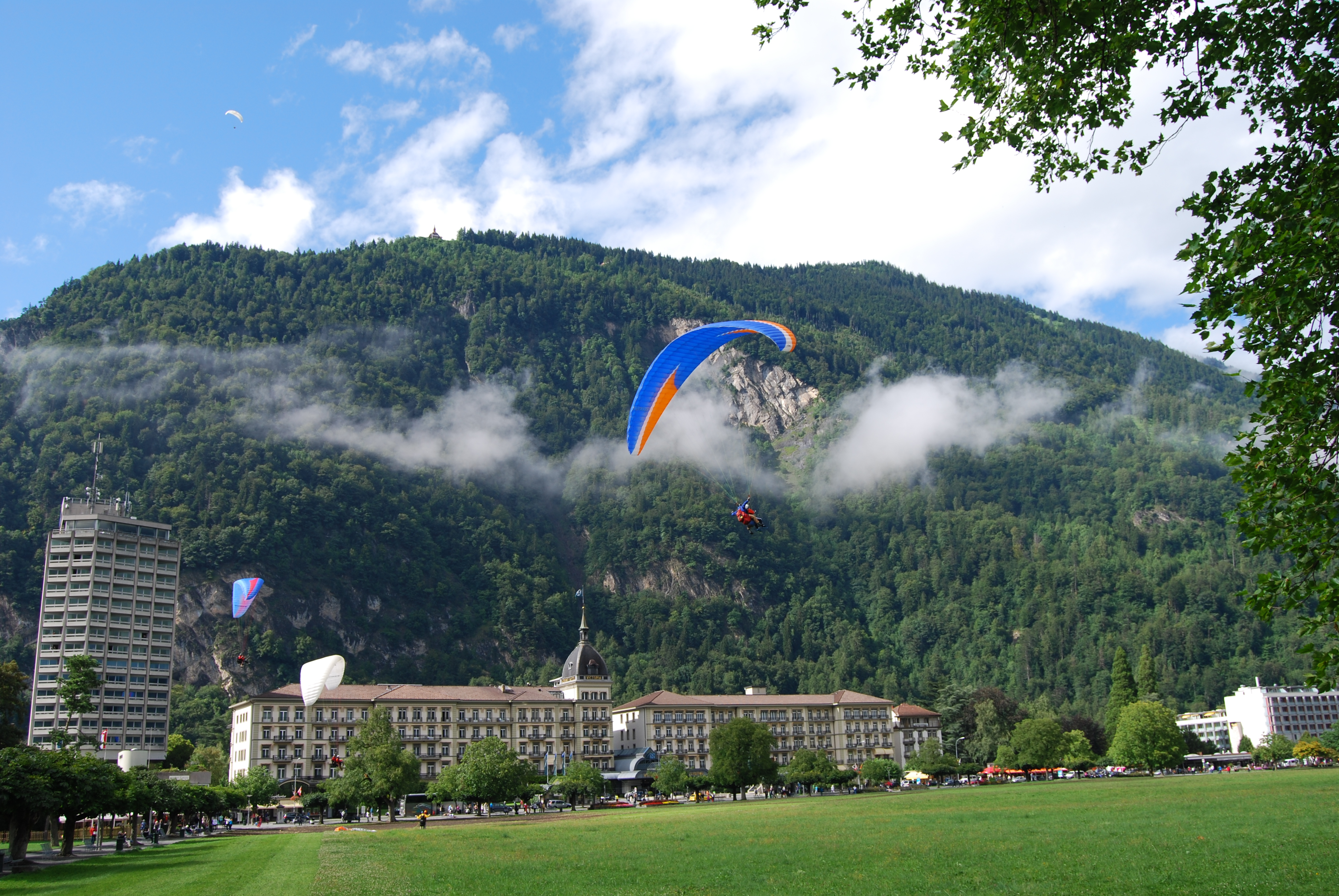
Victoria-Jungfrau, Interlaken

Interlaken se află la 570 m deasupra nivelului mării. Cea mai importantă sursă de venit este turismul, deși în trecut economia se baza și pe industria textilă și pe fabricarea ceasurilor. Interlaken este una dintre cele mai vechi stațiuni turistice din Elveția, și rămâne una dintre cele mai populare.
Orașul le oferă turiștilor o bază din care să exploreze zonele înconjurătoare cu trenul sau autobuzul. Atracția principală este totuși magnificul munte Jungfrau (4158m). Multe hoteluri se află de-a lungul bulevardului Höheweg, oferinu-le priveliști bune asupra munților.
În ciuda dimensiunilor mici (populație de 5 200 locuitori), orașul are două stații de cale ferată ("Interlaken Ost" și "Interlaken West") și două funiculare, Harderbahn și Heimwehfluh. Legăturile feroviare prin regiunea Jungfrau via Berner Oberland Bahn, cu ecartament îngust se întinde de asemenea peste Pasul Brunig către Lucerna. Principala magistrală leagă Interlaken de orașele Spiez, Thun și Berna. Există de asemenea legături regulate cu autobuzul către orașul învecinat Thun.

## Evenimente
- În septembrie, aici se desfășoară Maratonul Jungfrau.